# 考拉克省
14°10′59″N 16°15′00″W / 14.183°N 16.250°W
考拉克省（法語：Département de Kaolack），是塞內加爾的省份，位於該國西部，由考拉克區負責管轄，首府設於考拉克，南面是尼奧羅省，面積1,880平方公里，2013年人口488,765，人口密度每平方公里260人。